# Kerstin Radde-Antweiler
Kerstin Radde-Antweiler (* Oldenburg (Oldb)) ist eine deutsche Religionswissenschaftlerin.

## Leben
Nach dem Abitur 1994 an der katholischen Liebfrauenschule Oldenburg studierte sie von 1994 bis 1997 evangelische Theologie an der Kirchlichen Hochschule Bethel, von 1997 bis 2002 evangelische Theologie und vergleichende Religionswissenschaft an der Ruprecht-Karls-Universität Heidelberg. Nach der Promotion 2008 in vergleichender Religionswissenschaft an der Ruprecht-Karls-Universität Heidelberg war sie von 2008 bis 2011 wissenschaftliche Mitarbeiterin, von 2012 bis 2017 Juniorprofessorin an der Universität Bremen. Seit 2018 ist sie Professorin für Religionswissenschaft an der Universität Bremen, Arbeitsgebiet „Literaturen und Medien der Religion“.

## Schriften (Auswahl)
- Ritual-Design im rezenten Hexendiskurs. Transferprozesse und Konstruktionsformen von Ritualen auf persönlichen Homepages. 2011.
- mit Vít Šisler und Xenia Zeiler (Hg.): Methods for studying video games and religion. London 2018, ISBN 978-1-138-69871-0.
- mit Xenia Zeiler (Hg.): Mediatized religion in Asia. Studies on digital media and religion. London 2019, ISBN 1-138-04824-0.